# Neobisium intermedium
Neobisium intermedium är en spindeldjursart som beskrevs av Volker Mahnert 1974. Neobisium intermedium ingår i släktet Neobisium och familjen helplåtklokrypare. Inga underarter finns listade i Catalogue of Life.